# São Mamede de Escariz
São Mamede de Escariz ist ein Ort und eine ehemalige Gemeinde (Freguesia) im Norden Portugals.
São Mamede de Escariz gehört zum Kreis Vila Verde im Distrikt Braga. Die Gemeinde hatte eine Fläche von 3,4 km² und 388 Einwohner (Stand 30. Juni 2011).
Am 29. September 2013 wurden die Gemeinden Escariz (São Mamede) und Escariz (São Martinho) zur neuen Gemeinde União das Freguesias de Escariz (São Mamede) e Escariz (São Martinho) zusammengeschlossen.